# Conservatorio Julián Aguirre
El Conservatorio de Música Julián Aguirre es una institución musical oficial fundada en 1951 por Alberto Ginastera, ubicada en la ciudad bonaerense de Banfield y destinada a la enseñanza de instrumentos musicales como arpa, bandoneón, clarinete, contrabajo, fagot, flauta dulce, flauta traversa, guitarra, oboe, percusión, piano, trombón, trompa, trompeta, tuba, viola, violín, violonchelo y contrabajo. También se imparten clases de canto, dirección coral, composición y educación musical en los niveles de formación básica ―pregrado―, profesorados ―formación de grado―, tecnicaturas y postítulos en Educación Musical e Instrumento/Canto. Se desarrollan además programas de extensión e investigación.
Este conservatorio, dependiente de la Dirección de Educación Artística de la Provincia de Buenos Aires, tiene una matrícula que supera los 2300 alumnos. También ofrece talleres de extensión a la comunidad (guitarra, teclado, canto, percusión y talleres para ingresantes) y cuenta además con varios organismos estables como la orquesta sinfónica y de niños, los coros de niños, jóvenes y adultos, ensamble de música académica contemporánea, orquesta de saxofones, cuarteto de contrabajos, cuarteto de flautas traversas, ensamble de guitarras, etc., desarrollando una importante labor comunitaria y cultural estudiando y difundiendo la música con presentaciones en los más importantes teatros de Buenos Aires y sus alrededores.
Su intensa actividad académica y artística es ampliamente reconocida por tratarse de una Institución formadora de prestigiosos músicos y maestros que se destacan en todo el mundo.
Está ubicado en la Av. Hipólito Yrigoyen 7652 en la localidad de Banfield, unos 15 km al sur de la Ciudad de Buenos Aires. Cuenta con una sede Anexo situada en la localidad de Temperley con la cual se busca brindar nuevos espacios a los estudiantes de música, especialmente del distrito de Almirante Brown y localidades situadas hacia el sur del Gran Buenos Aires.

## Profesores fundadores
Entre sus profesores fundadores e inmediatos seguidores (años cincuenta y sesenta) se encuentran 
- María Rosa Gallo
- Milagros de la Vega
- Belisario Roldán (hijo)
- Carlos Perelli (teatro)
- Fernando Labat (teatro),
- Roberto García Morillo
- Alberto Ginastera
- Juan Carlos Paz
- Virtú Maragno
- Luis Gianneo
- Adalberto Tortorella
- Francisco Delbene
- Héctor Carfi
- Egidio Corvi
- Alfredo Montanaro
- Pedro Di Gregorio
- Filoctetes Martorella
- Tirso de Olazábal
- Antonio Russo
- Eduardo Acedo
- Pascual Grisolía
- Juan Carlos Zorzi
- Antonio Yepes
- Celia Gianneo
- Haydée de Lasala
- Galia Schallman
- Isabel von Bassenheim
- Cora Aguirre Achaval
- Xiomara Audino
- Raquel de Arias
- María Angélica Funes
- Teodoro Fuchs
- Clydwyn Ap Aeron Jones
- Lucio Núñez.

Desde su fundación el 15 de mayo de 1951, se han sucedido los siguientes directores: hasta el año 1958 Alberto Ginastera; de 1959 a 1960 Juan Carlos Paz; de 1961 a 1968 Osvaldo Zeoli; de 1969 a 1991 Angel Roberto Chiarenza; de 1992 a 1997 María Inés Ferrero; de 1998 a 2006 Luis Sardo; de 2007 a 2017 Omar Martínez y de 2018 a la actualidad Diego Maurizi.

## Banfield, Ciudad de la Música Antigua
En el Conservatorio Julián Aguirre se desarrolla un proyecto intercátedra denominado Centro de Música Antigua Carlo Gesualdo, el cual ha generado una serie de conciertos y masterclases dictados por eminentes figuras de renombre internacional, como 
- Ariel Azcué
- Tatiana Babut du Mares
- Evar Catibiela
- Dolores Costoyas
- Gustavo Gargiullo
- Gabor Hegyi
- Labor Intus (ensamble)
- Alicia Morán
- Claudia Odoguardi
- Gabriel Schebor, etc.

Este hecho ha permitido que por Ordenanza Nº11997 del año 2008 el Honorable Concejo Deliberante de Lomas de Zamora declare a Banfield “Ciudad de la Música Antigua”, debido a la importante trayectoria de esta Institución. Asimismo se han realizado en ese año clases magistrales a cargo de Viktória Herencsár (cimbalón), Pía Sebastiani (piano) y Alexis Lugo (violín),
entre otras.
Desde 2009 han brindado conciertos, conferencias o masterclases las siguientes personalidades: 
- Manuel Aladid Balbuena (lutier, España),
- Norberto Broggini (Suiza),
- Verónica Dalmasso,
- Eduardo Fernández (guitarra, Uruguay),
- Azucena Fraboschi,
- Eugenia González Impieri,
- David Handel (Estados Unidos),[3]
- Eduardo Isaac (guitarra),
- Jerez Le Camp Quartet (Francia),
- Sonia Lee (clave, Canadá),
- Sylvia Leidemann,
- Abel Larrosa Cuevas (trombón solista del Teatro Colón),
- Stefano Mancuso (piano, Italia),
- Keiki Mätlik (guitarra, Estonia),
- Claudio Morla,
- Margarita Pollini,
- Jorge Rentería Campos (trompa, España),
- Svitlana Starukhina (piano, Ucrania),
- Agnes Szakaly (cimbalón, Hungría),
- Michael Tsalka (clavecín, Israel-México), entre otros.

## Celebración del 60.º aniversario
En 2011 el Conservatorio Julián Aguirre festejó su 60.º aniversario, debido a lo cual organizó una serie de eventos que culminaron con el Festival de Música y un Simposio para el Fortalecimiento de las Prácticas Musicales (SIPRAM 2011) con la participación de importantes figuras de la escena musical Nacional e internacional. Participaron del Festival de Música, entre otros 
- Juan José Acuña (percusión),
- Pablo Agri (exalumno, violín),
- Bruno Amalfitano (piano),
- Alicia Belleville (piano),
- Cuatro Vientos (cuarteto de saxos),
- Laura Daian (piano),
- Rafael Gíntoli (violín),
- Nelly Gómez y Cecilia Gros (Foro Argentino de Compositoras),
- Amanda Guerreño,
- Eva Lopszyc,
- María Noel Luzardo (masterclass de saxo),
- Sebastián Masci (masterclass de violín),
- Orlando Millaá (masterclass de piano),
- María Cecilia Muñoz (exalumna residente en Suiza, masterclass de flauta traversa),
- Fabrizio Pierone (Italia, masterclass de jazz),
- Marcos Puente Olivera (piano),
- Santiago Santero (compositor, director musical),
- Gustavo Popi Spatocco (exalumno, pianista y arreglador de Mercedes Sosa),
- Irma Urteaga,
- Ana Varvará (exalumna, arpa).

Participaron del Simposio SIPRAM 2011 entre otros,
- María del Carmen Aguilar (educadora musical),
- Juan Carlos Figueiras (compositor),
- Silvia Furnó,
- Héctor Goyena,
- Luis Mihovilcevic,
- Raúl Minsburg (compositor),
- Marina Peña,
- Antonio Russo (seminario de Dirección Coral),
- Gustavo Samela,
- Daniel Schachter (compositor) y
- Alejandro Schaikis (violín).

## El nombre Julián Aguirre
Inicialmente, el nombre de esta Institución fue "Conservatorio de Música y Arte Escénico de la Provincia de Buenos Aires Filial Nº 1". En el año 1960 se desiga a este conservatorio con el nombre de Julián Aguirre como homenaje a la memoria del ilustre compositor argentino según Res. Min. 678/60 (Ministerio de Cultura y Educación de la Provincia de Buenos Aires).